# Metagonia flavipes
Metagonia flavipes là một loài nhện trong họ Pholcidae. Loài này được phát hiện ở Ecuador.